# JB-114
JB-114 – морське будівельне судно, яке брало участь в роботах на кількох офшорних вітрових електростанціях.

## Характеристики
Судно спорудили у 2009 році на сінгапурській верфі Labroy Shipping на замовлення нідерландської Van Es Group (через дочірню компанію Jack-Up Barge bv). За своїм архітектурно-конструктивним типом воно відноситься до самопідіймальних (jack-up) та має чотири опори довжиною по 73 метри (опціонально можливе збільшення до 78 метрів). Це дозволяє працювати в районах з глибинами моря до 40 метрів при висоті хивль до 2 метрів (в неопераційному режимі здатне витримувати хвилі висотою до 15 метрів).
JB-114 обладнане краном вантажопідйомністю 300 тони, а на його робочій палубі площею 1000 м2 може розміщуватись до 1250 тон вантажу. В залежності від виду робіт, судно дооснащують буровим або пальним обладнання.
На борту забезпечується розміщення 100 осіб (опціонально цей показник може збільшуватись на 160 осіб). Судно обладнане майданчиком для гелікоптерів діаметром 19,5 метрів, розрахованим на прийом машин типу Super Puma.

## Завдання судна

### Офшорна вітроенергетика
Першим завданням судна став монтаж шести вітрових турбін німецької офшорної ВЕС Альфа-Фентус, спорудженої в Північному морі біля острова Боркум.
В жовтні 2009-го – березні 2010-го JB-114  провело на більгійській ВЕС Белвінд встановлення 56 перехідних елементів (кріпляться на палі та слугують опорою для башт вітрових агрегатів), після чого до вересня того ж року змонтувало власне вітрові турбіни.
В 2011-му судно провадило допоміжні бурові роботи під встановлення фундаментів на ВЕС Гвінт-і-Мор (Ліверпульська затока Ірландського моря).
Наступного року JB-114 виконувало такі ж роботи на ВЕС Лінкс в Північному морі біля узбережжя Лінкольншира.
Так само у 2012-му  воно монтувало перехідні елементи (всього 27 одиниць) на британській ВЕС Тіссайд (так само Північне море, але біля узбережжя Йоркширу).